# Галіарт

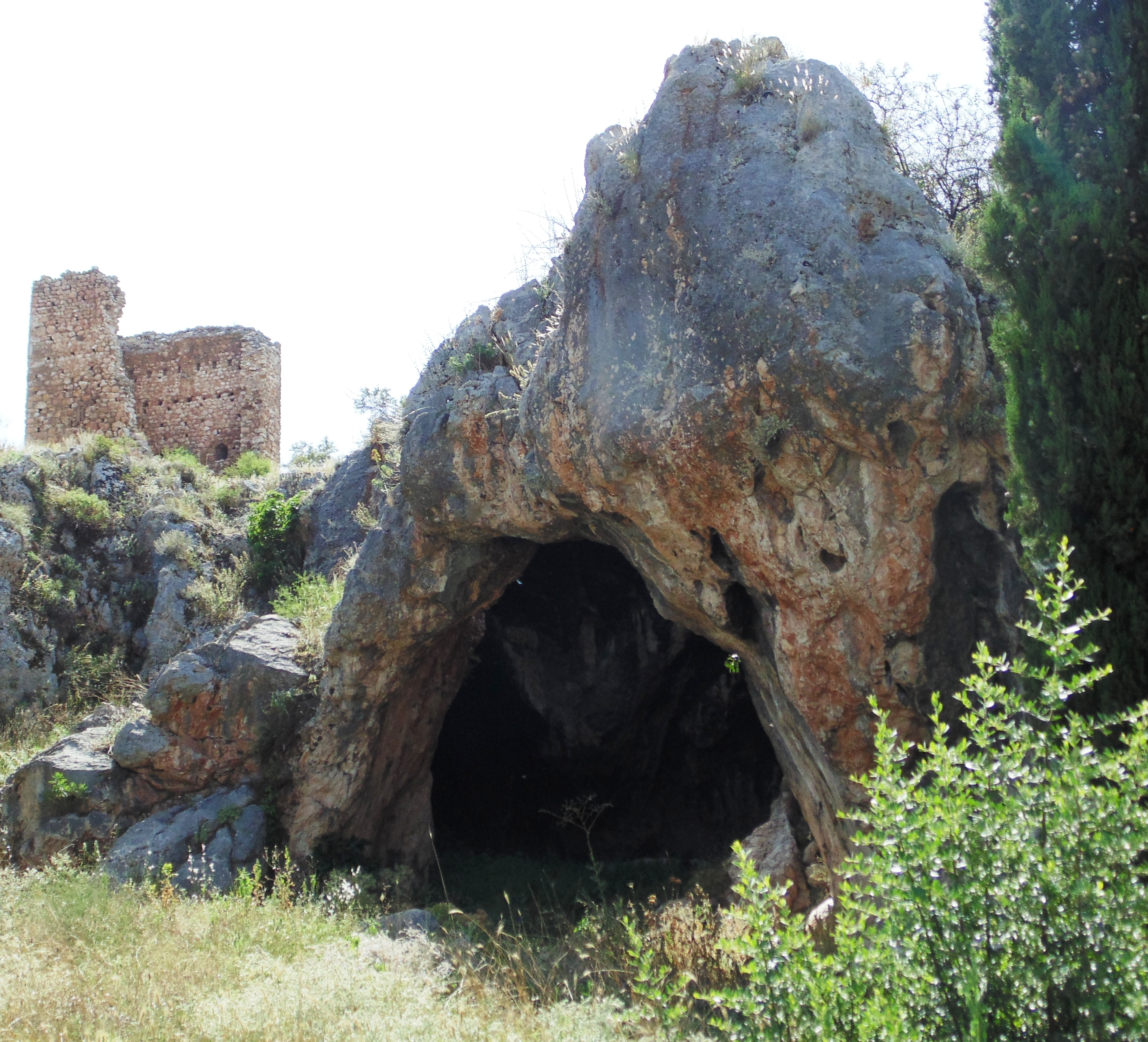
Печера і вежа середньовічного замку на в'їзді до Аліарта

Галіарт, Аліарт (грец. Αλίαρτος, дав.-гр. Ἁλίαρτος) — грецьке містечко у Беотії, у давнину — незалежне місто-держава.

## Історія
В давнину Галіарт займав стратегічне становище між гірським масивом Гелікон та Копаїдським озером. Засновником міста вважали Атаманта. Галіарт був згаданий Гомером, який іменував його «ποιήεις» — «рясним травою», бо місцевість навколо Галіарта і справді славилася заливними луками.

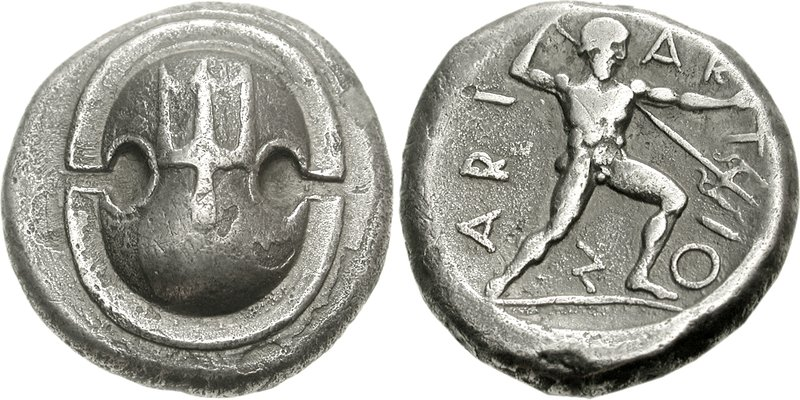
Статер, карбований в Галіарті на початку IV ст. до н. е.

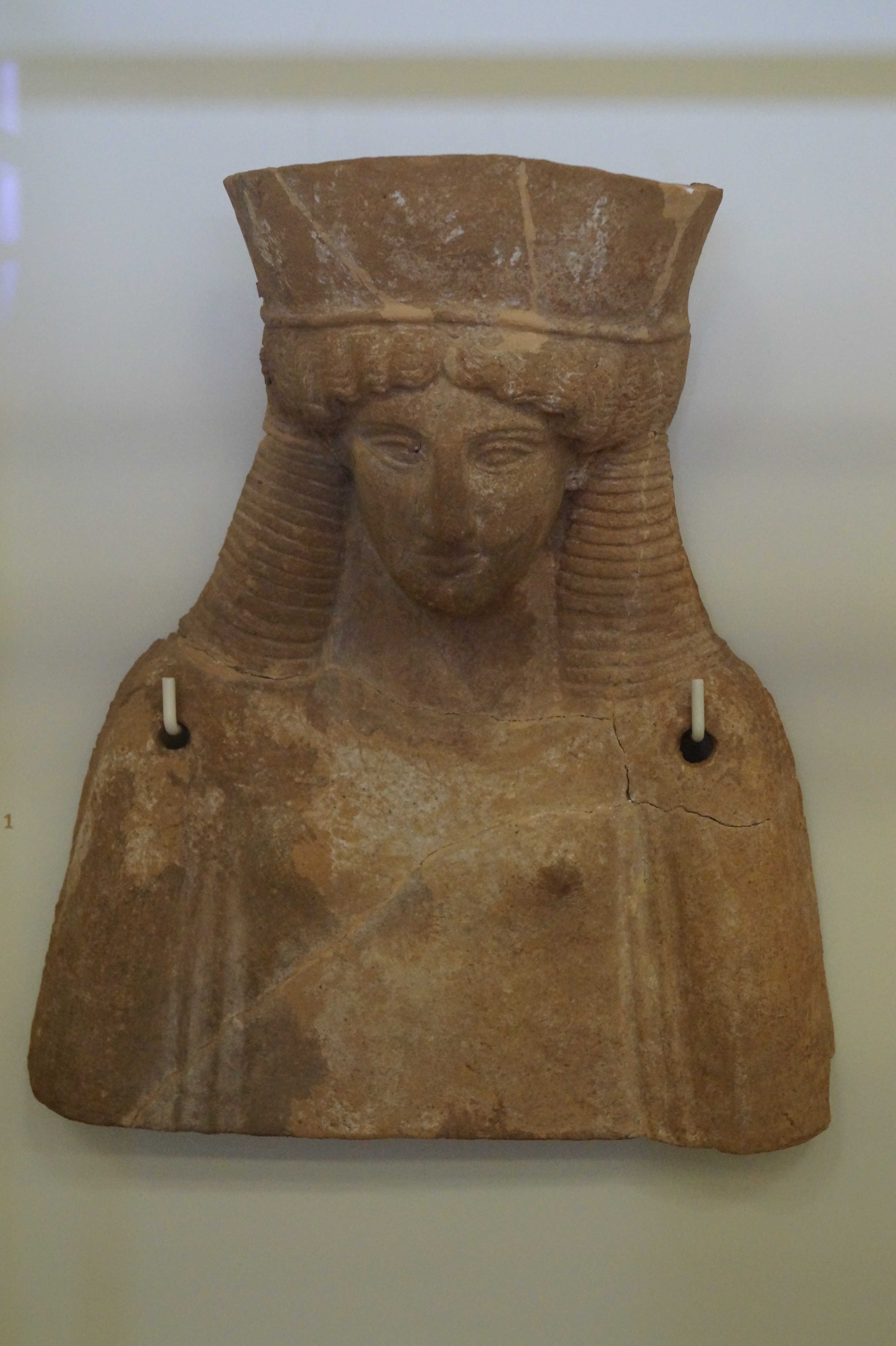
Керамічна протома V ст. до н. е. з Геліарта (Археологічний музей Фів)

Під час перської навали 480 р. до н. е. Галіарт був єдиним беотійським містом, яке рішуче виступило проти загарбників, і був зруйнований Ксерксом.) Але незабаром місто було відбудоване і перетворилося на одне з головних у Беотії. Разом із Коронеєю і Лівадією Геліарт входив до однієї з 11 складових ланок Беотійського союзу.
У 395 р. до н. е. під мурами Галіарта відбулася одна з перших битв Коринфської війни, під час якої загинув спартанський ватажок Лісандр.
В 171 р. до н. е. Галіарт став на бік македонського царя Персея, який підняв повстання проти римської влади. Претор Гай Лукрецій Галл здобув місто, продав дві з половиною тисячі його мешканців у рабство, вивіз із Галіарта усе, що мало якусь цінність, насамперед скульптури, картини та інші витвори мистецтва, а саме місто зрівняв із землею. Землі міста були передані під владу Афін, які призначали для цього особливих посадовців — епімелетів.

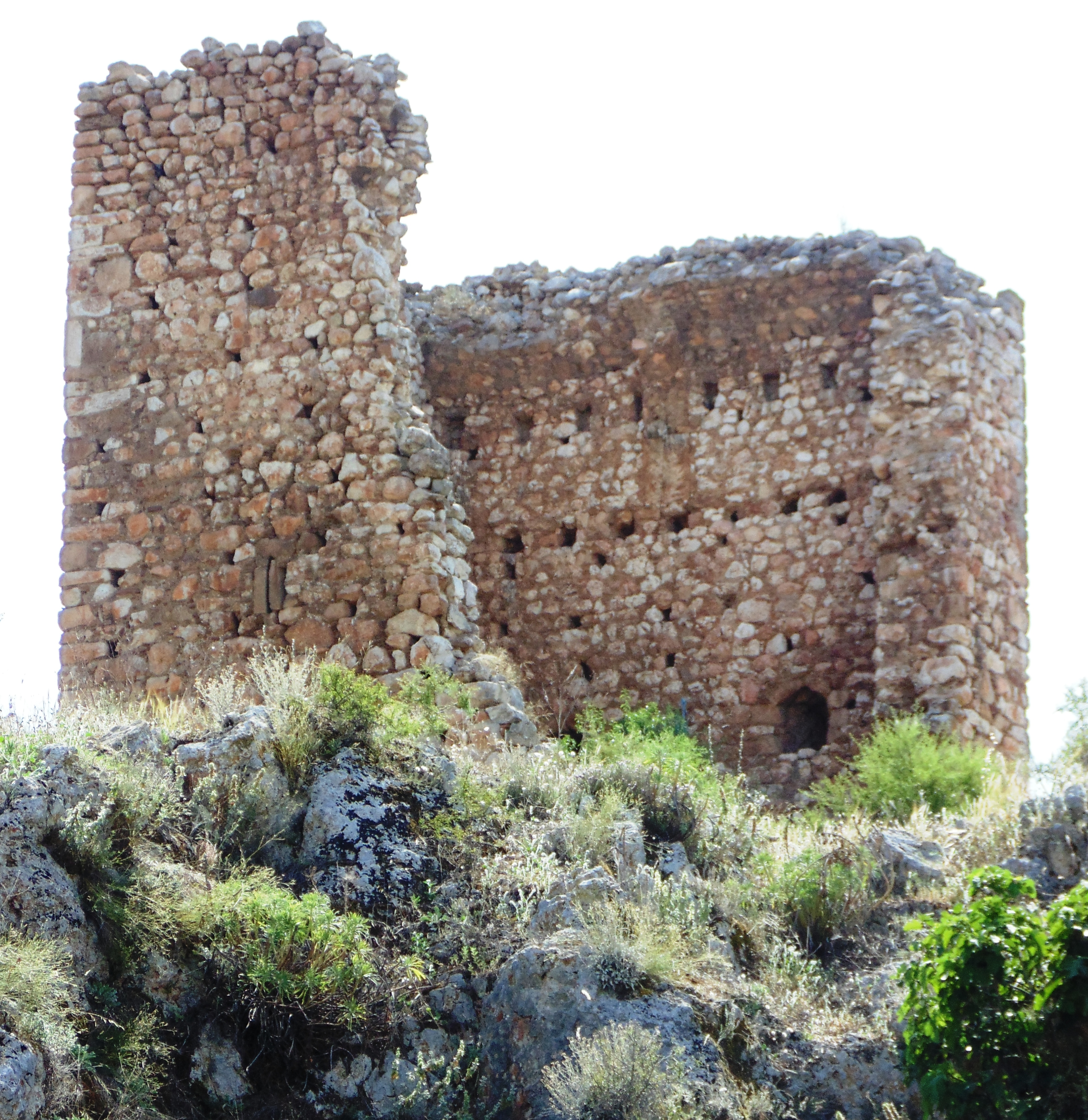
Вежа середньовічного замку

Місцевість навколо міста залишалася малонаселеною і за часів Римської імперії і за візантійської доби. У XII сторіччі тут виник монастир.
Після здобуття Константинополя хрестоносцями у 1204 році, землі колишнього Галіарта разом з усією Беотією увійшли до складу Афінського герцогства, у 1311 р. — опинилися під контролем каталонських найманців, що передали владу над герцогством Арагону, а p 1379 — під владою флорентійської родини Аччаюолі. Хрестоносці збудували в Галіарті замок, від якого досьогодні залишилася одна напівзруйнована вежа.

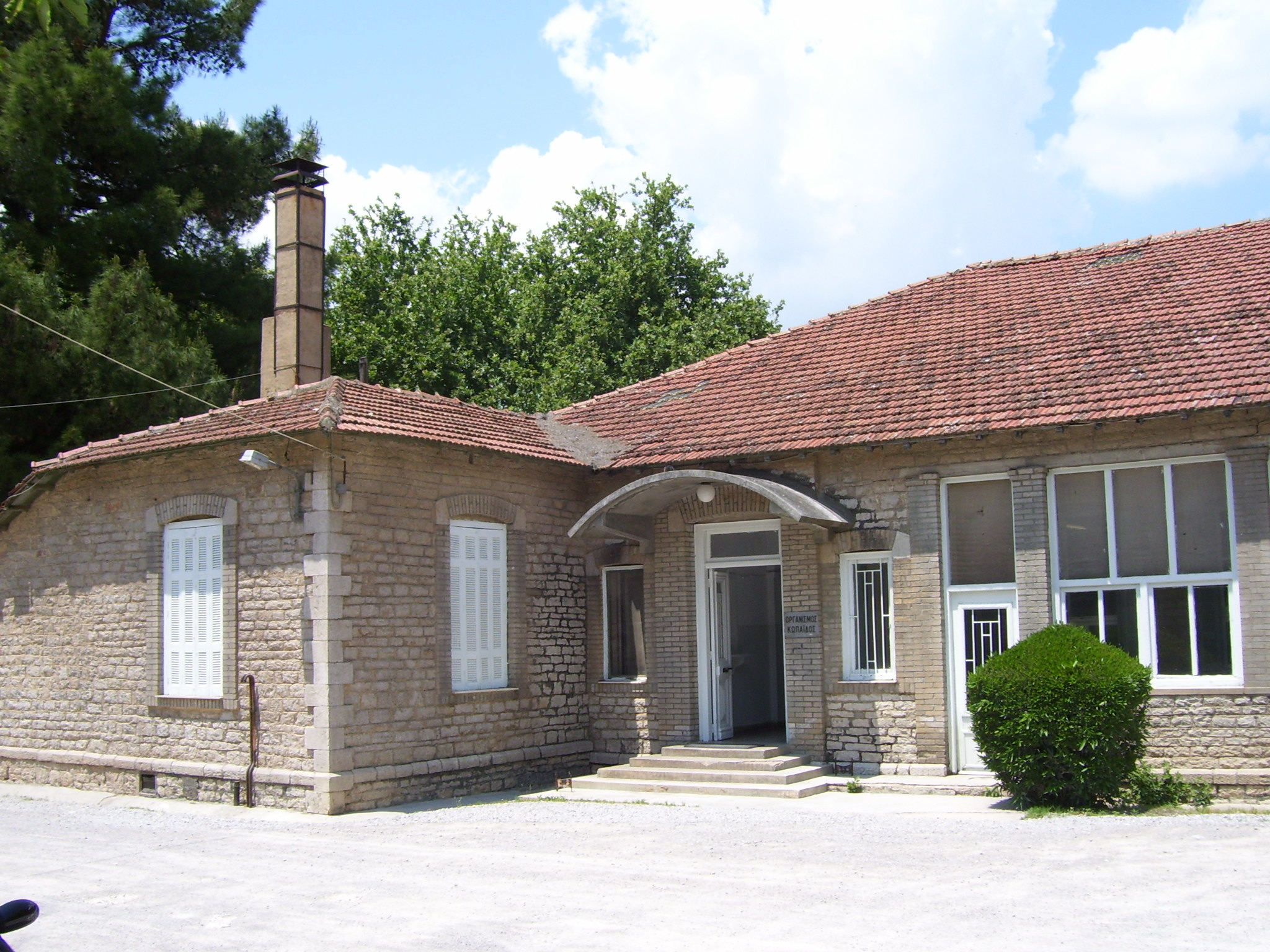
Будівля Копаїдської компанії в Аліарті

В 1460 році Беотію захопили османи. Геліарт опинився у складі Лівадійського вілайету. На його землях з часом виникло два селища — Мулкі і Клімбас.
Після здобуття Грецією незалежності Мулкі був об'єднаний з Клімбасом в єдине містечко під назвою останнього. В 1873 році розпочалися роботи з осушення Копаїдського озера, які значно збільшили розміри оброблюваних земель і сприяли господарському піднесенню краю.
В 1919 році Клімбасу вирішили повернути назву античного міста і перейменували на Аліарт.
Сьогодні Аліарт є визначним центром бавовняного виробництва.